# Kent Carlsson (socialdemokrat)
Kent Royne Eugén Carlsson, född 18 juni 1962 i Vantörs församling i Stockholm, död 8 november 1993 i Katarina församling i Stockholm, var en svensk politiker (socialdemokraterna).
Kent Carlsson tjänstgjorde som ersättare i riksdagen för Stockholms kommuns valkrets i olika omgångar 1989–1990. I och med riksdagsvalet 1991 blev han Sveriges förste öppet homosexuelle riksdagsledamot och tjänstgjorde fram till sin död 1993.
Carlsson mottog Allan Hellman-priset 1991.